# 毎日新聞社長監禁事件
毎日新聞社長監禁事件（まいにちしんぶんしゃちょうかんきんじけん）とは2004年（平成16年）1月31日に毎日新聞社長が監禁された事件。

## 概要
2004年（平成16年）1月31日、毎日新聞社長であった斎藤明が、東京都内の自宅近くで男6人に拉致され、車内に監禁された。主犯格のコーヒー豆販売会社社長Aは、毎日新聞の関連会社「国際観光ホテルナゴヤキャッスル」が経営する名古屋市内のホテルにコーヒー豆を納める取引の再開を要求した。
Aは本事件の6年前（1998年）にも斎藤宅を訪れ、懇意であった国際観光ホテルナゴヤキャッスルの社長が解任されたことに抗議し「私は社長に恩義がある。復権させてほしい」と迫ったが、このときは刑事事件として立件されていなかった。
犯人らは、斎藤社長を車に押し込み、衣服を脱がせて全裸にし、両手足を縛ったうえで写真を撮り「社長を辞めろ。写真をばらまく」と脅迫した。斎藤社長は約2時間後に解放された。
犯人として男6人が2月7～8日に逮捕され、2月27日に逮捕監禁と強要未遂の罪で起訴されたが、毎日新聞社がこの事件を公表したのは、警視庁が起訴について会見する10分前になってのことだった。
事件発生から約1ヶ月間公表しなかったことについて、毎日新聞社は「社長の親族らへ再度、危害が及ぶ可能性、撮影された写真が流布される可能性がなくなった時点を公表時期とした」と説明している。
一方、犯人らは斎藤社長の監禁について「今年に入って計画した。現場周辺を数回下見した」という趣旨の供述をしており、「土曜の朝に散歩することを確かめた」とも述べていることから、社長の習慣や行動についても詳しく調べていたとみている。
判決では犯人に対して最高で懲役4年の実刑が言い渡された。